# Waterloo Bridge (pel·lícula de 1940)
Waterloo Bridge és una pel·lícula dels Estats Units estrenada el 1940, dirigida per Mervyn LeRoy. Va ser un remake d'una pel·lícula de 1931 adaptada de l'obra teatral homònima de 1930. El 1956 es va fer un altre remake. Ha estat doblada al català.

## Argument
Un oficial britànic recorda la seva trobada amb una ballarina en la Primera Guerra mundial durant una alerta en un refugi a l'extrem del pont de Waterloo. Myra forma part d'un ballet, dirigida d'una mà de ferro per la Sra. Olga. És un verdader enamorament sobtat. Decideixen casar-se abans de la sortida per al front de Roy. Myra, seguida i sostinguda per la seva millor amiga Kitty, deixa el ballet. Roy ho prepara tot per a la celebració de la seva unió però el destí s'acarnissa i Roy marxa sense haver-se casat amb Myra. Roy és d'una gran i respectable família escocesa, ha confiat Myra a la seva mare, que baixa a Londres per trobar la noia. Myra espera a un saló de te. Fullejant el diari, descobreix el nom del seu promès a la columna dels «morts en combat»; el seu univers s'esfondra… La mare de Roy, que se n'assabenta, fa front el millor que pot. El seu comportament estrany intriga la mare de Roy… s'acomiaden, prometent-se tornar-se a veure però Myra sap que no n'hi haurà res. Myra i Kitty sobreviuen com poden, fan el que poden per menjar i pagar el seu lloguer… Però un dia, l'atzar fa que Myra i Roy es trobin. L'anunci de la seva mort era un error. Ningú no sabia on trobar Myra. Roy és boig d'alegria i pensa reprendre bé la relació allà on s'ha parat. Myra vol creure-hi però s'adona que el contacte dels amics i de la família de Roy que serà un pes per a ell. Desapareix, la busca arreu a Londres fins al pont de Waterloo.

## Repartiment
- Vivien Leigh: Myra
- Robert Taylor: Roy Cronin
- Lucile Watson: Lady Margaret Cronin
- Virginia Field: Kitty
- Maria Uspénskaia: Sra. olga
- C. Aubrey Smith: L'oncle de Roy
- Janet Shaw: Maureen
- Janet Waldo: Elsat
- Steffi Duna: Lydia
- Virginia Carroll: Sylvia
- Leda Nicova: Maria
- Florence Baker: Beatrice
- Margery Manning: Mary
- Frances MacInerney: Violet
- Eleonor Stewart: Grace
- Jimmy Aubrey: el "cockney" en el refugi antiaeri

I, entre els actors que no surten als crèdits :
- Gilbert Emery: El coronel
- Wyndham Standing: Toff

## Producció
MGM va comprar la versió de 1931 a Universal Studios per produir el remake. Des de la seva estrena inicial, la pel·lícula de 1931 havia estat censurada a les principals ciutats americanes a causa de les objeccions oficials a la representació de la prostitució. La censura va ser imposada primer per les autoritats locals, per exemple, una junta de censura de la policia de Chicago, abans que la prohibició per part de Hays Office el 1934 impossibilités exhibir la pel·lícula a qualsevol lloc dels Estats Units.
| «                                       | (anglès) Prostitution is a subject that neither our Ordinance nor Commissioner Alcock permits us to leave in pictures whether for an adult or a general permit. It is a clear violation of all our standards and also, we had understood, a violation of the underlying purpose of the [Motion Picture Production] Code. | (català) La prostitució és un tema que ni la nostra ordenança ni la del comissari Alcock ens permeten deixar en pel·lícula, ja siguin per adults o pel públic general. És una clara violació de tots els nostres estàndards i, també, ho havíem entès, una violació del propòsit subjacent del Codi [Motion Picture Production]. | » |
| — Chicago police censorship board, 1931 | | |   |

A causa del Codi de producció de pel·lícules cinematogràfiques, que no havia estat vigent quan es va fer la versió cinematogràfica de 1931, els detalls de la trama de la versió de 1940 es van canviar significativament i es van sanejar una mica. A l'obra i la pel·lícula originals, basades en les experiències personals de Sherwood, tots dos personatges són nord-americans, Myra, una nena de cor sense feina que s’ha dedicat a la prostitució i Roy, un jove expatriat de 19 anys que no s’adona del que és. A la versió de 1940 tots dos són britànics, Myra una ballarina prometedora en una prestigiosa companyia de dansa que es converteix en prostituta només després de creure que el seu amor ha estat assassinat i Roy, un oficial madur de la noblesa escocesa. A la pel·lícula original, Myra és assassinada accidentalment després que la seva situació amb Roy hagi estat resolta aparentment feliçment; a la versió de 1940, se suïcida quan el seu conflicte interior es torna insoluble. El format de flashback de la versió posterior va ser un dispositiu afegit com a reconeixement de l'aparició recent de la guerra quan es va escriure el guió el 1939.
Waterloo Bridge va aprofitar l'èxit de Leigh l'any anterior a Allò que el vent s'endugué. Taylor, mentrestant, tenia moltes ganes de demostrar al públic que era més que l'amant suau i juvenil que havia interpretat en pel·lícules com Camille (1936) i Three Comrades (1938). Leigh volia Laurence Olivier per al paper de Roy Cronin, i no estava satisfeta amb el fet que Taylor fos escollit pel paper, tot i que l'havia gaudit al plató d'A Yank at Oxford. Va escriure a l'aleshores marit Leigh Holman: «Robert Taylor és l'home de la pel·lícula i, tal com estava escrit per a Larry, és una peça típica de mala interpretació. Em temo que serà un treball trist ...» Taylor va dir més tard de la seva actuació: «Era la primera vegada que realitzava una actuació que complia els estàndards sovint inabastables que sempre em proposava». De Leigh, Taylor va dir: «La senyoreta Leigh va ser simplement fantàstica en el seu paper i em va fer veure millor». De totes les seves pel·lícules, Leigh va afirmar posteriorment que aquesta era la seva preferida. Taylor també va considerar que aquest era la seva favorita personal.
Ethel Griffies i Rita Carlisle (llavors Carlyle), escollides respectivament a la pel·lícula de 1931 com a propietària de Myra i una dona al pont quan es coneixen, apareixen a la versió de 1940 fent papers similars.

## Premis i nominacions

### Nominacions
- 1941. Oscar a la millor fotografia per Joseph Ruttenberg
- 1941. Oscar a la millor banda sonora per Herbert Stothart

## Galeria

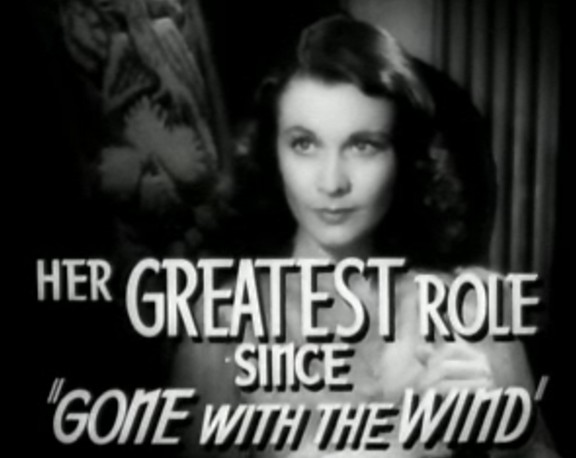
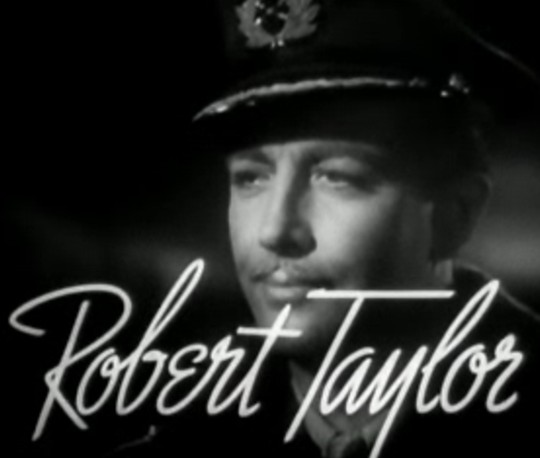
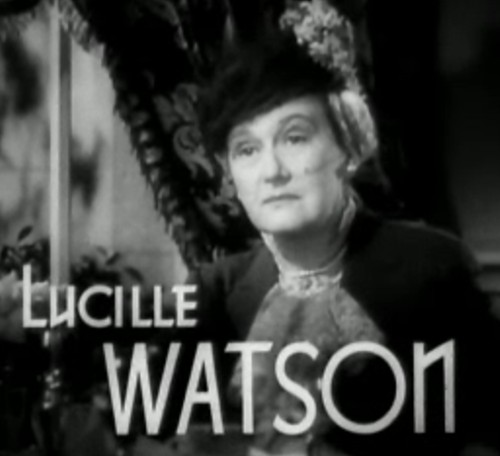
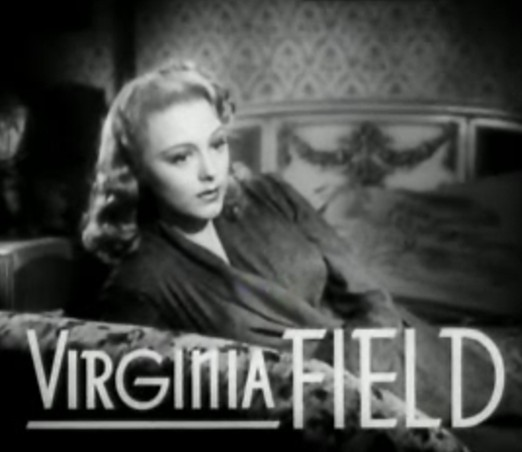
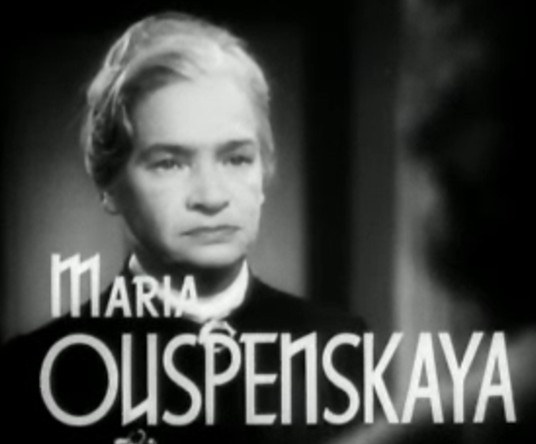
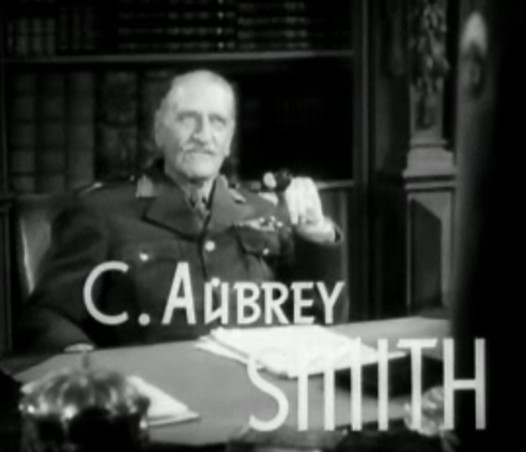